# Berzelia intermedia
Berzelia intermedia är en tvåhjärtbladig växtart som först beskrevs av Dietr., och fick sitt nu gällande namn av Schlechtd. Berzelia intermedia ingår i släktet Berzelia och familjen Bruniaceae. Inga underarter finns listade.